# Clamoroso al Cibali!
Clamoroso al Cibali! è una celebre locuzione che fa riferimento alla partita Catania-Inter, giocata domenica 4 giugno 1961 allo stadio Cibali (oggi lo stadio Angelo Massimino) valevole per l'ultima giornata del campionato di Serie A 1960-1961. Contrariamente ai pronostici, la squadra siciliana vinse la sfida contro quella milanese con il punteggio di due reti a zero.
La frase è attribuita comunemente al radiocronista italiano Sandro Ciotti, che l'avrebbe pronunciata durante la cronaca della partita a Tutto il calcio minuto per minuto. Le ricostruzioni storiche negano tuttavia che Ciotti abbia proferito l'esclamazione, conferendone la possibile paternità ad altri giornalisti quali Ezio Luzzi, Nuccio Puleo, Niccolò Carosio o Luigi Prestinenza, ed escludono inoltre che la frase sia stata pronunciata durante la suddetta trasmissione radiofonica. Malgrado l'origine misteriosa, l'espressione è entrata comunque nel gergo calcistico italiano per indicare un risultato a sorpresa, in cui è una formazione ritenuta inizialmente sfavorita a prevalere.

## Il contesto
Il Catania-Inter in questione si disputò il 4 giugno 1961, in occasione dell'ultima giornata del campionato di Serie A. I milanesi, secondi a due lunghezze dalla Juventus, si erano visti annullare il giorno prima la vittoria ottenuta a tavolino (per invasione di campo dei tifosi bianconeri) nello scontro diretto del 16 aprile precedente. I nerazzurri, nonostante di punto in bianco fossero passati dall'essere primi in classifica, in coabitazione con i torinesi, al ritrovarsi al secondo posto con due punti di svantaggio, erano ancora in gioco per la conquista dello scudetto e dovevano recuperare proprio la suddetta gara contro gli juventini, della quale la Federcalcio aveva disposto la ripetizione. I neopromossi etnei, rivelazione della stagione, avevano invece già raggiunto un'agevole salvezza grazie all'ottavo posto finale, ritrovandosi coinvolti a metà torneo perfino nella lotta per il tricolore.
I pronostici davano per scontata la vittoria dei meneghini contro una squadra che non aveva ormai più nulla da chiedere al campionato. I calciatori catanesi, tuttavia, provavano propositi di rivalsa dopo l'incontro di andata del 29 gennaio, perso per 5-0 a San Siro con ben 4 autogol: in tale occasione, nelle interviste post-gara, l'allenatore dell'Inter, l'argentino Helenio Herrera, aveva calcato la mano definendo irriverentemente i rossazzurri «una squadra di postelegrafonici». Tali parole irritarono profondamente i siciliani; il capitano catanese dell'epoca Adelmo Prenna, anni dopo, affermerà: «Per come avevamo giocato forse aveva pure ragione, quattro autoreti sono un po' troppe. Ma ci siamo guardati in faccia promettendoci vendetta». In tal senso, nei giorni precedenti la sfida di ritorno i giocatori etnei rifiutarono compatti un doppio premio-partita offerto dalla loro dirigenza, per lasciare la vittoria ai lombardi: «"No, ci dispiace. Ce la giochiamo". E giocammo alla morte», ricordò Giorgio Michelotti.

## La partita
(Giuseppe Gaspari)

Il primo gol degli etnei, segnato da Mario Castellazzi.

L'Inter era demoralizzata da quello che riteneva un ingiusto annullamento della vittoria di aprile contro la Juventus, ma era altresì convinta di trovarsi davanti un avversario non ostile e senza ambizioni di classifica. Il Catania, tuttavia, giocò all'attacco per l'intera gara e si portò in vantaggio con la rete di Mario Castellazzi al 25': su un tiro dal centro dell'area respinto da Bengt Lindskog si avventò proprio l'ala sinistra rossazzurra, spostatasi nel frattempo a destra, che stoppò di petto, tirò al volo e infilò alle spalle del portiere nerazzurro Mario Da Pozzo con un tiro all'incrocio dei pali. Al gol della punta etnea si levò un grido da uno spettatore: «Questo è il vero sport!». I nerazzurri provarono una timida reazione, ma un tiro di Eddie Firmani terminò sopra la traversa mentre continuarono gli attacchi degli etnei, cosa che obbligò gli ospiti a chiudersi in difesa senza mai cercare il tiro in porta, se si esclude un rasoterra di Lindskog bloccato dal portiere siciliano. Nella ripresa il Catania aumentò ulteriormente il ritmo degli attacchi, colpendo due pali con Prenna e Castellazzi.

Il secondo gol degli etnei, segnato da Salvador Calvanese.

Lo stesso Castellazzi, dalla sinistra, segnò con un tiro ad effetto il virtuale raddoppio per il Catania, che però fu annullato dall'arbitro Bruno De Marchi. L'Inter provò ancora a reagire, ma la sterile manovra nerazzurra portò solo al tentativo di Lindskog, finito fuori, e al cross di Egidio Morbello, che non arrivò a nessun compagno. Salvatore Calvanese sciupò un'occasione in contropiede, ma poco dopo, al 70', ancora su una ripartenza lo stesso Calvanese s'involò solitario verso la porta, raggiunto da Giacinto Facchetti, che stese l'attaccante etneo e il portiere meneghino: il più veloce a rialzarsi fu il giocatore del Catania, che recuperò il pallone e segnò a porta sguarnita. L'Inter provò a reagire, colpendo una traversa con Morbello e non trovando il gol con Lindskog. Poco dopo le squadre rimasero entrambe in dieci, causa la doppia espulsione di Costanzo Balleri e Franco Giavara (il nerazzurro colpì al volto il rossazzurro, che reagì), e non venne concesso un rigore ai siciliani: al momento del fallo, Calvanese era in procinto di segnare da facile posizione; l'arbitro non ritenne che sussistessero gli estremi per la massima punizione, causando l'ira dei tifosi di casa.
A fine gara i tifosi rossazzurri, per vendicarsi delle prese in giro rivolte ai loro giocatori dando per scontato il risultato, fecero risonare nello stadio il coro «Viva la Juventus», che sapeva di beffa per i nerazzurri. A seguito del contestuale pareggio interno, per 1-1, contro il Bari, proprio i bianconeri del Trio Magico ampliarono a tre i punti di margine sui rivali, laureandosi aritmeticamente campioni d'Italia e rendendo di fatto ininfluente il recupero dell'incontro con l'Inter, disputato sei giorni più tardi.

## Tabellino
| Arbitro: | De Marchi (Pordenone) |

|                               |           |  |
| Castellazzi 25’ Calvanese 70’ | Marcatori |  |

| Catania | Inter |

| Catania          |    |                    |  |     |
|                  |    |                    |  |     |
| P                | 1  | Giuseppe Gaspari   |  |     |
| D                | 2  | Giorgio Michelotti |  |     |
| D                | 3  | Franco Giavara     |  |     |
| D                | 4  | Amilcare Ferretti  |  |     |
| D                | 5  | Elio Grani         |  |     |
| D                | 6  | Mario Corti        |  |     |
| C                | 7  | Ferruccio Caceffo  |  |     |
| C                | 8  | Alvaro Biagini     |  |     |
| A                | 9  | Salvador Calvanese |  | 70’ |
| A                | 10 | Adelmo Prenna      |  |     |
| A                | 11 | Mario Castellazzi  |  | 25’ |
| Allenatore:      |    |                    |  |     |
| Carmelo Di Bella |    |                    |  |     |

| Inter           |    |                    |  |  |
|                 |    |                    |  |  |
| P               | 1  | Mario Da Pozzo     |  |  |
| D               | 2  | Armando Picchi     |  |  |
| D               | 3  | Giacinto Facchetti |  |  |
| C               | 4  | Bruno Bolchi       |  |  |
| D               | 5  | Aristide Guarneri  |  |  |
| D               | 6  | Costanzo Balleri   |  |  |
| A               | 7  | Mauro Bicicli      |  |  |
| C               | 8  | Bengt Lindskog     |  |  |
| A               | 9  | Eddie Firmani      |  |  |
| A               | 10 | Mario Corso        |  |  |
| A               | 11 | Egidio Morbello    |  |  |
| Allenatore      |    |                    |  |  |
| Helenio Herrera |    |                    |  |  |